# Francesco De Seta
Francesco Pasquale De Seta, marchese (Belvedere Marittimo, 15 giugno 1843 – Napoli, 12 febbraio 1911), è stato un prefetto e politico italiano.

## Biografia
Fratello del senatore Enrico De Seta, è stato sindaco di Catanzaro dal 1877 al 1882, anno in cui viene eletto per la prima volta deputato nel primo collegio cittadino.
Rieletto nel 1886 si dimette nel 1890, quando il governo decide di nominarlo prefetto. Ha retto le sedi di Livorno, Genova, Firenze, Bologna, Roma (1897-1898), Palermo (1898-1909) e Napoli (1909-1911), quindi collocato a riposo per limiti di età,
Nel 1901 viene nominato senatore del Regno.
Nei primi anni del '900 acquistò Palazzo Forcella in Palermo.